# Lasari
Lazari (en francès Lazer) és un municipi francès situat al departament dels Alts Alps i a la regió de Provença – Alps – Costa Blava.

## Demografia
| 1821                                       | 1962 | 1968 | 1975 | 1982 | 1990 | 1999 | 2006 | 2014 |
| ------------------------------------------ | ---- | ---- | ---- | ---- | ---- | ---- | ---- | ---- |
| 377                                        | 179  | 174  | 176  | 258  | 267  | 274  | 344  | 356  |
| Des de 1962: població sense dobles comptes |      |      |      |      |      |      |      |      |

## Administració
| Període   | Identitat               | Partit |
| --------- | ----------------------- | ------ |
| 2007-2017 | Patricia Morhet-Richaud |        |
| 2017-2020 | Jean-Marie Long         |        |
| 2020-     | Serge Maoui             |        |